# لابولبينة
اللابولبينة (الاسم العلمي:Laboulbenia) هي جنس من الفطريات تتبع الفصيلة اللابولبينية من رتبة اللابولبينيات.

## أنواع اللابولبينة
- لابولبينة الهيمالايا
- لابولبينة أنديزية
- لابولبينة آسيوية
- لابولبينة بحرية
- لابولبينة بوليفارية
- لابولبينة تايوانية
- لابولبينة جبلية
- لابولبينة جعيداء
- لابولبينة حاملة الأشواك
- لابولبينة حمراء
- لابولبينة ذبابية
- لابولبينة زيتونية
- لابولبينة سميكة الجلد
- لابولبينة شاذة
- لابولبينة غورية
- لابولبينة فورموزية
- لابولبينة فيلية
- لابولبينة كينغسلية
- لابولبينة ليوناردية
- لابولبينة منتجة
- لابولبينة متطاولة
- لابولبينة متميزة
- لابولبينة مدغشقرية
- لابولبينة مسننة
- لابولبينة مضغوطة
- لابولبينة مضللة
- لابولبينة مونتفيديوية
- لابولبينة ناحلة الساق
- لابولبينة نهمة
- لابولبينة هاموندية
- لابولبينة هندية
- لابولبينة هينانية
- لابولبينة والجة
- لابولبينة يابانية
- لابولبينة يوسنغيرية